# Beth Brant
Beth Brant, també coneguda com a Degonwadonti (Melvindale, Michigan, 1941) fou una militant lesbiana d'origen mohawk i irlandès i conferenciant a les universitats de Colúmbia i Toronto.
Va escriure les poesies Mohawk trail (1985), les narracions Food and Spirits (1991), Writing as Witness: Essay and Talk (1994) contra el racisme, i edità I'll Sing Til the Day I Die: Conversations with Tyendinaga Elders (1995).